# Motorola KRZR K1
El Motorola KRZR (pronunciado "crazer" o "cruizer" en inglés: /kɹeɪzə(ɹ)/), conocido como el "Canario" antes de su lanzamiento, es un teléfono de Motorola y uno de los más recientes de la línea '4LTR'. El teléfono fue lanzado en los Estados Unidos en el cuarto trimestre de 2006 y fue lanzado en otros países en septiembre de 2006. Un modelo GSM/EDGE fue lanzado por AT&T, Roger Wireless, T-Mobile y Cincinnati Bell Wireless bajo el nombre MOTOKRZR K1 y un modelo CDMA/EV-DO fue lanzado por Pocket Communications, Verizon Wireless, Sprint PCS, US Cellular, Alltel, Virgin Mobile Canada bajo el nombre MOTOKRZR K1m. Las características y especificaciones técnicas exactas difieren entre los diferentes modelos.

## Motorola K1m
Su diseño vanguardista y elegante lo hace único, el Motorola K1m utiliza la tecnología 1x EVDO y 3G; con tan solo 103 gramos de peso, memoria inerna de 26MB y se puede ampliar hasta 2GB microSD y con colores blanco, gris, rojo, azul y negro lo hacen elegante. Cuenta con MP3, trae un reproductor integrado de la marca, además con botones sensibles al tacto en la tapa delantera para el control de la música.